# Amphilius caudosignatus
Amphilius caudosignatus е вид лъчеперка от семейство Amphiliidae. Видът е застрашен от изчезване.

## Разпространение
Разпространен е в Габон.

## Описание
На дължина достигат до 5 cm.